# Wydział Inżynierii Produkcji Uniwersytetu Przyrodniczego w Lublinie
Wydział Inżynierii Produkcji Uniwersytetu Przyrodniczego w Lublinie – jeden z sześciu wydziałów Uniwersytetu Przyrodniczego w Lublinie, powstały w 1970. Jego siedziba znajduje się przy ul. Głębokiej 28 w Lublinie.

## Struktura
Opracowano na podstawie materiału źródłowego:
- Katedra Biologicznych Podstaw Technologii Żywności i Pasz
  - Zakład Chłodnictwa i Energetyki Przemysłu Spożywczego

- Katedra Eksploatacji Maszyn i Zarządzania Procesami Produkcyjnymi
  - Laboratorium Technik Aplikacji Agrochemikaliów
  - Zakład Eksploatacji Maszyn Rolniczych i Urządzeń Ekoenergetycznych
  - Zakład Zarządzania Jakością w Inżynierii Rolniczej

- Katedra Energetyki i Środków Transportu
  - Zakład Logistyki i Zarządzania Przedsiębiorstwem

- Katedra Fizyki
  - Pracownia Mechaniki
  - Zakład Biofizyki
  - Zakład Fizyki Stosowanej

- Katedra Inżynierii i Maszyn Spożywczych
  - Zakład Inżynierii Eksploatacji Maszyn

- Katedra Inżynierii Kształtowania Środowiska i Geodezji
  - Laboratorium Analityki Wód i Ścieków
  - Zakład Geodezji i Informacji Przestrzennej
  - Zakład Inżynierii Ekologicznej

- Katedra Inżynierii Mechanicznej i Automatyki

- Katedra Maszyn Rolniczych, Leśnych i Transportowych
  - Zakład Maszyn Ogrodniczych i Leśnych
  - Zakład Maszynoznawstwa Rolniczego

- Katedra Podstaw Techniki
  - Pracownia Inżynierii Materiałowej
  - Zakład Elektrotechniki i Systemów Sterowania
  - Zakład Ergonomii
  - Zakład Modelowania i Systemów Informacyjnych

- Katedra Techniki Cieplnej i Inżynierii Procesowej
  - Zakład Inżynierii Procesowej
  - Zakład Techniki Cieplnej

- Katedra Zastosowań Matematyki i Informatyki
  - Zakład Informatyki
  - Zakład Matematyki
  - Zakład Statystyki Matematycznej
  - Zakład Teorii Eksperymentu i Biometrii

## Kierunki studiów
Wydział oferuje studia na następujących kierunkach:
- ekoenergetyka
- inżynieria rolnicza i leśna
- zarządzanie i inżynieria produkcji
- transport i logistyka
- geodezja i kartografia
- inżynieria bezpieczeństwa
- inżynieria chemiczna i procesowa
- chłodnictwo, klimatyzacje i technologie zintegrowane

## Władze
Władze w kadencji 2016–2020:
- dziekan: prof. dr hab. Andrzej Marczuk
- prodziekani: prof. dr hab. Dariusz Andrejko; dr hab. Izabela Kuna-Broniowska